# بی‌بی بایوتک
بی‌بی بایوتک (انگلیسی: BB Biotech) شرکت سرمایه‌گذاری سوئیسی است، که در سال ۱۹۹۳ تأسیس شد.